# 1191
Il 1191 (MCXCI in numeri romani) è un anno  del XII secolo.

## Eventi
- Distruzione di Tuscolo
- Fondazione dell'Ordine costantiniano di San Giorgio
- 15 aprile - Enrico VI viene incoronato imperatore del Sacro Romano Impero da papa Celestino III.
- maggio - Agosto: Enrico VI assedia Napoli.
- 12 maggio - a Limassol, Cipro, Riccardo I d'Inghilterra sposa Berengaria di Navarra
- 7 settembre - l'esercito crociato di re Riccardo Cuor di Leone sconfigge le forze musulmane di Saladino nella battaglia di Arsuf.

## Nati
- 8 febbraio - Jaroslav II di Vladimir, principe († 1246)
- Giorgio IV di Georgia, re georgiano († 1223)
- Giovanna I di Borgogna, contessa († 1205)
- Riccardo il Maresciallo, III conte di Pembroke, nobile britannico († 1234)
- Sancha II di León, regina († 1243)
- Pietro I di Bretagna, nobile francese († 1250)

## Morti
- 20 gennaio - Federico VI di Svevia, nobile tedesco (n. 1167)
- 20 gennaio - Tebaldo V di Blois, conte
- 8 febbraio - Erardo II di Brienne, nobile francese
- 24 febbraio - Giovanni I d'Alençon, nobile francese
- 20 marzo - Papa Clemente III, papa, cardinale e vescovo cattolico italiano (n. 1130)
- 26 marzo - Agnese di Loon, nobile tedesca (n. 1150)
- 6 maggio - Giovanni II d'Alençon, nobile francese
- 30 giugno - Giovanni I di Ponthieu, nobile francese
- 1º luglio - Filippo I di Fiandra, conte
- 3 luglio - Albéric Clément, militare francese
- 7 luglio - Giuditta di Svevia, principessa tedesca
- 19 luglio - Stefano del Lupo, abate e santo italiano
- 29 luglio - Sohravardi, filosofo e mistico persiano (n. 1155)
- 5 agosto - Rodolfo di Zähringen, arcivescovo cattolico tedesco (n. 1135)
- 7 settembre - Giacomo d'Avesnes, nobile francese (n. 1152)
- 9 settembre - Corrado II di Boemia, sovrano boemo
- 10 settembre - Ralph de Warneville, vescovo cattolico e politico inglese
- 15 ottobre - Raul I di Clermont, conte francese
- 15 dicembre - Guelfo I di Toscana, marchese tedesco (n. 1115)
- Enghelberto II di Gorizia, conte
- Guglielmo V del Monferrato, nobile italiano
- Ulrico II di Neuchâtel, nobile svizzero (n. 1120)
- Stefano I di Sancerre, nobile
- Sigifredo di Mantova, vescovo cattolico italiano

## Calendario
| Calendario 1191 | Calendario 1191 | Calendario 1191 | Calendario 1191 | Calendario 1191 | Calendario 1191 | Calendario 1191 | Calendario 1191 | Calendario 1191 | Calendario 1191 | Calendario 1191 | Calendario 1191 | Calendario 1191 | Calendario 1191 | Calendario 1191 | Calendario 1191 | Calendario 1191 | Calendario 1191 | Calendario 1191 | Calendario 1191 | Calendario 1191 | Calendario 1191 | Calendario 1191 | Calendario 1191 | Calendario 1191 | Calendario 1191 | Calendario 1191 | Calendario 1191 | Calendario 1191 | Calendario 1191 | Calendario 1191 | Calendario 1191 | Calendario 1191 |
| --------------- | --------------- | --------------- | --------------- | --------------- | --------------- | --------------- | --------------- | --------------- | --------------- | --------------- | --------------- | --------------- | --------------- | --------------- | --------------- | --------------- | --------------- | --------------- | --------------- | --------------- | --------------- | --------------- | --------------- | --------------- | --------------- | --------------- | --------------- | --------------- | --------------- | --------------- | --------------- | --------------- |
|                 | 1               | 2               | 3               | 4               | 5               | 6               | 7               | 8               | 9               | 10              | 11              | 12              | 13              | 14              | 15              | 16              | 17              | 18              | 19              | 20              | 21              | 22              | 23              | 24              | 25              | 26              | 27              | 28              | 29              | 30              | 31              |                 |
| Gennaio         | Ma              | Me              | Gi              | Ve              | Sa              | Do              | Lu              | Ma              | Me              | Gi              | Ve              | Sa              | Do              | Lu              | Ma              | Me              | Gi              | Ve              | Sa              | Do              | Lu              | Ma              | Me              | Gi              | Ve              | Sa              | Do              | Lu              | Ma              | Me              | Gi              |                 |
| Febbraio        | Ve              | Sa              | Do              | Lu              | Ma              | Me              | Gi              | Ve              | Sa              | Do              | Lu              | Ma              | Me              | Gi              | Ve              | Sa              | Do              | Lu              | Ma              | Me              | Gi              | Ve              | Sa              | Do              | Lu              | Ma              | Me              | Gi              |                 |                 |                 |                 |
| Marzo           | Ve              | Sa              | Do              | Lu              | Ma              | Me              | Gi              | Ve              | Sa              | Do              | Lu              | Ma              | Me              | Gi              | Ve              | Sa              | Do              | Lu              | Ma              | Me              | Gi              | Ve              | Sa              | Do              | Lu              | Ma              | Me              | Gi              | Ve              | Sa              | Do              |                 |
| Aprile          | Lu              | Ma              | Me              | Gi              | Ve              | Sa              | Do              | Lu              | Ma              | Me              | Gi              | Ve              | Sa              | Do              | Lu              | Ma              | Me              | Gi              | Ve              | Sa              | Do              | Lu              | Ma              | Me              | Gi              | Ve              | Sa              | Do              | Lu              | Ma              |                 |                 |
| Maggio          | Me              | Gi              | Ve              | Sa              | Do              | Lu              | Ma              | Me              | Gi              | Ve              | Sa              | Do              | Lu              | Ma              | Me              | Gi              | Ve              | Sa              | Do              | Lu              | Ma              | Me              | Gi              | Ve              | Sa              | Do              | Lu              | Ma              | Me              | Gi              | Ve              |                 |
| Giugno          | Sa              | Do              | Lu              | Ma              | Me              | Gi              | Ve              | Sa              | Do              | Lu              | Ma              | Me              | Gi              | Ve              | Sa              | Do              | Lu              | Ma              | Me              | Gi              | Ve              | Sa              | Do              | Lu              | Ma              | Me              | Gi              | Ve              | Sa              | Do              |                 |                 |
| Luglio          | Lu              | Ma              | Me              | Gi              | Ve              | Sa              | Do              | Lu              | Ma              | Me              | Gi              | Ve              | Sa              | Do              | Lu              | Ma              | Me              | Gi              | Ve              | Sa              | Do              | Lu              | Ma              | Me              | Gi              | Ve              | Sa              | Do              | Lu              | Ma              | Me              |                 |
| Agosto          | Gi              | Ve              | Sa              | Do              | Lu              | Ma              | Me              | Gi              | Ve              | Sa              | Do              | Lu              | Ma              | Me              | Gi              | Ve              | Sa              | Do              | Lu              | Ma              | Me              | Gi              | Ve              | Sa              | Do              | Lu              | Ma              | Me              | Gi              | Ve              | Sa              |                 |
| Settembre       | Do              | Lu              | Ma              | Me              | Gi              | Ve              | Sa              | Do              | Lu              | Ma              | Me              | Gi              | Ve              | Sa              | Do              | Lu              | Ma              | Me              | Gi              | Ve              | Sa              | Do              | Lu              | Ma              | Me              | Gi              | Ve              | Sa              | Do              | Lu              |                 |                 |
| Ottobre         | Ma              | Me              | Gi              | Ve              | Sa              | Do              | Lu              | Ma              | Me              | Gi              | Ve              | Sa              | Do              | Lu              | Ma              | Me              | Gi              | Ve              | Sa              | Do              | Lu              | Ma              | Me              | Gi              | Ve              | Sa              | Do              | Lu              | Ma              | Me              | Gi              |                 |
| Novembre        | Ve              | Sa              | Do              | Lu              | Ma              | Me              | Gi              | Ve              | Sa              | Do              | Lu              | Ma              | Me              | Gi              | Ve              | Sa              | Do              | Lu              | Ma              | Me              | Gi              | Ve              | Sa              | Do              | Lu              | Ma              | Me              | Gi              | Ve              | Sa              |                 |                 |
| Dicembre        | Do              | Lu              | Ma              | Me              | Gi              | Ve              | Sa              | Do              | Lu              | Ma              | Me              | Gi              | Ve              | Sa              | Do              | Lu              | Ma              | Me              | Gi              | Ve              | Sa              | Do              | Lu              | Ma              | Me              | Gi              | Ve              | Sa              | Do              | Lu              | Ma              |                 |